# The Green Goddess
The Green Goddess (Brasil: A Deusa Verde ) é um filme norte-americano de 1930, do gênero aventura, dirigido por Alfred E. Green  e estrelado por George Arliss e H. B. Warner.

## Produção

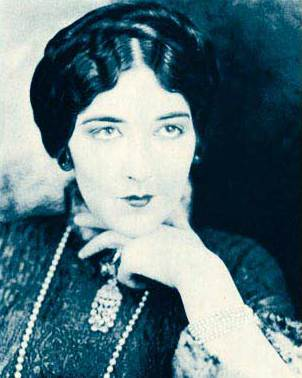
Aileen Pringle, aqui em foto de divulgação de 1924, trabalhou ao lado de George Arliss por dois anos em Londres, na montagem teatral de The Green Goddess. Ela também atuou no cinema nas décadas de 1920 e 1930.

Esta é a primeira versão sonora da produção muda de 1923, que também era estrelada por George Arliss no papel de um rajá. Clive Hirschhorn, em seu livro sobre a Warner Bros., afirma que esta refilmagem é inferior, pouco tendo ganhado com a adição do som. Segundo ele, o impacto inicial da história acaba se perdendo devido à fraca atuação de alguns coadjuvantes e à sonorização de má qualidade. Leonard Maltin, por sua vez, qualifica-a de "campy" (isto é, ridícula, extravagante).
O roteiro é baseado nos quatro atos da peça de William Archer, apresentada na Broadway entre janeiro e junho de 1921.
O filme deu a Arliss uma indicação ao Oscar da Academia, ele que havia recebido a estatueta no ano anterior por Disraeli.
Em 1943, houve outra refilmagem, com o título de Adventure in Iraq. Em 1939, Orson Welles já havia adaptado a peça para um curta metragem em tom de comédia.

## Sinopse
Um avião com três ingleses cai em um reino vizinho da Índia. O rajá manda prendê-los e os condena à morte, porque acredita terem sido enviados pela Deusa Verde para compensar a iminente execução, pelos britânicos, de seus meio-irmãos.

## Premiações
| Patrocinador                                  | Prêmio | Categoria                   | Situação |
| --------------------------------------------- | ------ | --------------------------- | -------- |
| Academia de Artes e Ciências Cinematográficas | Oscar  | Melhor Ator (George Arliss) | Indicado |

## Elenco
| Ator/Atriz       | Personagem      |
| ---------------- | --------------- |
| George Arliss    | Rajá            |
| H. B. Warner     | Major Crespin   |
| Alice Joyce      | Lucilla         |
| Ralph Forbes     | Doutor Traherne |
| Ivan Simpson     | Watkins         |
| Reggy Sheffield  | Tenente Cardew  |
| Betty Boyd       | Aia             |
| Nigel De Brulier | Sacerdote       |